# Dieter Zetsche
Dieter Zetsche, född 5 maj 1953 i Istanbul, är en tysk affärsman samt styrelseordförande för Daimler AG sedan 2006.
Zetsche växte upp i Frankfurt am Main och studerade till ingenjör vid Karlsruhes universitet. 1976 började han arbeta vid Daimler-Benz AG. 1981 började han som assistent till utvecklingsledningen vid nyttofordonsdivisionen. Han promoverade vid Paderborns universitet 1982. 1998 blev han styrelsemedlem i DaimlerChrysler och från 2000 framgångsrik chef för DaimlerChrysler Corporation, koncernens verksamhet i USA. Han blev styrelseordförande för DaimlerChrysler 2006, idag Daimler AG. 